# (22331) 1992 AC1
(22331) 1992 AC1 là một tiểu hành tinh vành đai chính. Nó được phát hiện bởi Atsushi Sugie ở Dynic Astronomical Observatory Nhật Bản, ngày 10 tháng 1 năm 1992.